# 厦门轨道交通7号线
厦门轨道交通7号线是中华人民共和国福建省厦门市正在规划中的一条城市轨道交通线路，标识色与标示符号尚未披露。计划中的一期工程路线始自曾厝垵站，终至高崎枢纽站。

## 线路走向
在《厦门市城市轨道交通线网规划(2020-2035年)》中，厦门轨道交通7号线被设计成一条连接厦门岛和翔安区的线路。其中长17公里、均在地下敷设的一期工程线路起于曾厝垵站，止于高崎枢纽站。一期工程预计建设站点13座，其中换乘站7座。

## 歷史
厦门轨道交通7号线的走向规划最早在《厦门市城市轨道交通第二期建设规划调整(2016-2022年)》中公开。此时7号线与3号线在厦门岛南部的厦港街道设首末站，如何设站出现了不少方案：最初的规划中7号线与3号线在胡里山炮台附近设站换乘；第二期建设规划调整稿中3号线三期工程则从厦门火车站延伸到厦门大学思明校区附近的恒达大厦。2020年，国家发展和改革委员会批复《关于上报审批厦门市城市轨道交通建设规划（2016-2022）调整的请示》，厦门轨道交通3号线原三期工程作为二期工程南延段建设。随后厦门地铁将3号线南延段延伸至沙坡尾站，并在10月发布的环境影响报告书征求意见稿中，将沙坡尾站设计为未来7号线与3号线的共同首末站。中国铁路设计集团的田卫建在2020年9月完成的文章认为，该方案扩大了服务面，缩小了拆迁建筑的数量，但使从厦港街道、滨海街道前往鹭江街道禾祥西社区的乘客增加了一次换乘。他还提出了多个线路规划方案，其中一个是先行建设3号线南延段，在胡里山炮台附近设平行双岛四线车站提供同台换乘服务，后来将该站以西线路拆解给7号线的方案。此时胡里山炮台附近的站点，为两条线路的共同终点站。
2022年1月4日，厦门轨道交通3号线南延段开工，此后毗邻胡里山炮台的白城站被建设成平行双岛四线车站。同年8月，厦门市自然资源和规划局公示了《厦门市城市轨道交通线网规划（2020-2035 年）》的草案，向公众征求意见。在该草案中，厦门轨道交通7号线与3号线南延段存在一定重叠，两站在该片区的首末站并不相同。11月发布的第三期建设规划环评中，该区段包含在7号线一期工程内。